# 水村治男
水村 治男（みずむら はるお、1938年10月15日 – 2024年8月22日）は、日本の卓球指導者。東京都江東区出身。

## 経歴
東京都江東区生まれ、 昭和26年江東区立八名川小学校卒業、昭和29年江東区立深川第二中学校卒業、昭和33年関東商工高等学校（現在の関東第一高等学校）卒業、昭和37年國學院大學卒業。
卓球選手としての活動を経て、 1970年代初頭より東京富士大学（旧・富士短期大学）女子卓球部の指導を開始した。西村卓二とともに、同部を関東学生リーグ優勝10回、全日本大学総合卓球選手権（インカレ）優勝4回、全日本団体戦優勝3回に導くなど、長年にわたり国内の学生卓球界を支えた。

## 著作
指導経験を活かした卓球技術書・練習書の執筆にも取り組み、以下のような著作がある。
- 『卓球 短期上達法』（共著：藤井基男、1985年　ベースボール・マガジン社）
- 『卓球 効果的な多球練習法』（共著：藤井基男、1986年　ベースボール・マガジン社）
- 『図解卓球 カラー版 （共著：鈴木一、1986年　日東書院本社）
- 『二人三脚 強さの秘密―卓球 勝つためのコーチ学』（共著：西村卓二、1993年　ベースボール・マガジン社）

VHS
- 「ノッカーとプレーヤーのための効果的な多球練習」（ニッタク）